# Liste der denkmalgeschützten Objekte in Pörtschach am Wörther See
Die Liste der denkmalgeschützten Objekte in Pörtschach am Wörther See enthält die 26 denkmalgeschützten, unbeweglichen Objekte der Gemeinde Pörtschach am Wörther See.

## Denkmäler
| Foto |                 | Denkmal                                                                                                 | Standort                                                       | Beschreibung | Metadaten |
| ---- | --------------- | --- | -------------------------------------------------------------- | --- | --- |
| ja   | Datei hochladen | Aufnahmsgebäude HERIS-ID: 111406 Objekt-ID: 129239                                                      | bei Bahnhofplatz 12 Standort KG: Pörtschach am Wörthersee      | Das Aufnahmsgebäude des Pörtschacher Bahnhofs wurde im Jahr 1864 aus Töschlinger Marmor errichtet. Bemerkenswert ist das hölzerne Gütermagazin. | BDA-Hist.: Q106826495 Status: Bescheid Stand der BDA-Liste: 2025-06-30 Name: Aufnahmsgebäude GstNr.: 1034/1 Aufnahmsgebäude Pörtschach                                                                         |
| ja   | Datei hochladen | Persönlichkeitsdenkmal Herbecks Ruhe HERIS-ID: 16746 Objekt-ID: 13014                                   | Blumenstrand 24 Standort KG: Pörtschach am Wörthersee          | Das Denkmal für den Komponisten Johann von Herbeck an der Halbinselpromenade wurde vom Bildhauer Josef Valentin Kassin im Jahre 1879 geschaffen. | BDA-Hist.: Q37828493 Status: § 2a Stand der BDA-Liste: 2025-06-30 Name: Persönlichkeitsdenkmal Herbecks Ruhe GstNr.: 994/22 Herbecks-Ruhe                                                                      |
| ja   | Datei hochladen | Persönlichkeitsdenkmal Ernst Wahliß HERIS-ID: 16747 Objekt-ID: 13015                                    | Blumenstrand 24 Standort KG: Pörtschach am Wörthersee          | Blumenstrand, für den Wiener Industriellen Ernst Wahliss, Ende 19. Jahrhundert. | BDA-Hist.: Q37828508 Status: § 2a Stand der BDA-Liste: 2025-06-30 Name: Persönlichkeitsdenkmal Ernst Wahliß GstNr.: 994/22 Ernst Wahliss bust, Pörtschach                                                      |
| ja   | Datei hochladen | Villa Edelweiß HERIS-ID: 16755 Objekt-ID: 13023                                                         | Hauptstraße 106 Standort KG: Pörtschach am Wörthersee          | Von Franz Baumgartner für die Hoteliersfamilie Werzer-Semmelrock entworfen. 1910 für Georg Werzer-Semmelrock. Fassadengestaltung in der Tradition der englischen Landhausarchitektur in Verbindung mit Elementen des Heimatstils. Dekorative Verwendung von Naturstein in der Souterrain-Zone, verputztem Mauerwerk im Hochparterre, Holzverkleidung im Dachgeschoß. | BDA-Hist.: Q37828990 Status: Bescheid Stand der BDA-Liste: 2025-06-30 Name: Villa Edelweiß GstNr.: 698/2 Villa Edelweiss (Pörtschach am Wörthersee)                                                            |
| ja   | Datei hochladen | Villa Almrausch und „Und-Häusel“ HERIS-ID: 16756 Objekt-ID: 13024                                       | Hauptstraße 110 Standort KG: Pörtschach am Wörthersee          | Von Franz Baumgartner 1913 für Anna Semmelrock-Werzer, die Mutter von Georg Werzer-Semmelrock, entworfen. Fassadengestaltung in der Tradition der englischen Landhausarchitektur in Verbindung mit Elementen des Heimatstils. Dekorative Verwendung von Naturstein in der Souterrain-Zone, verputztem Mauerwerk im Hochparterre, Holzverkleidung im Dachgeschoß. | BDA-Hist.: Q37829088 Status: Bescheid Stand der BDA-Liste: 2025-06-30 Name: Villa Almrausch und „Und-Häusel“ GstNr.: 698/5 Villa Almrausch (Pörtschach am Wörthersee)                                          |
| ja   | Datei hochladen | Villa Hoyos (Haus Eichenhügel) HERIS-ID: 16757 Objekt-ID: 13025                                         | Hauptstraße 120 Standort KG: Pörtschach am Wörthersee          | Errichtet um 1895 nach den Plänen eines französischen Architekten für Graf Hoyos. In dominanter Lage erhöht über der östlichen Uferverbauung eines der monumentalsten Beispiele der frühen Wörther-See-Architektur und Bestandteil eines spätgründerzeitlichen Villenensembles an der östlichen Ortseinfahrt Pörtschachs. Unregelmäßiger durch Erker, Giebel und Türme gegliederter Baukörper mit Natursteinsockel, Fassadengliederung mit Ziegeldekor und Holzfachwerken. 1996 Einbau einer Dachterrasse. | BDA-Hist.: Q37829173 Status: Bescheid Stand der BDA-Liste: 2025-06-30 Name: Villa Hoyos (Haus Eichenhügel) GstNr.: 895 Villa Hoyos (Pörtschach am Wörthersee)                                                  |
| ja   | Datei hochladen | Villa (Hotel-Pension) Seefried HERIS-ID: 16758 Objekt-ID: 13026                                         | Hauptstraße 125 Standort KG: Pörtschach am Wörthersee          | Ende 19. Jahrhundert (um 1894) für Carl Ritter Tarnoczy-Sprinzenberg an der Pörtschacher Ost-Bucht errichtet. Teil des besterhaltenen Seevillenensembles der Jahrhundert-Wende in Kärnten; bemerkenswerte seeseitige Fassade mit spitzgiebligen Seitenrisaliten und hoher dreibogiger Loggia (hölzerne Veranden der Nord-Seite 1948 vermauert). Zeichnet sich durch stereometrische Klarheit im Unterschied zu den meisten eher dem romantischen Historismus verpflichteten Villenbauten aus. | BDA-Hist.: Q37829302 Status: Bescheid Stand der BDA-Liste: 2025-06-30 Name: Villa (Hotel-Pension) Seefried GstNr.: 966/5 Villa Seefried (Pörtschach am Wörthersee)                                             |
| ja   | Datei hochladen | Villa Miralago HERIS-ID: 16759 Objekt-ID: 13027                                                         | Hauptstraße 129 Standort KG: Pörtschach am Wörthersee          | Errichtet nach Plänen des Wiener Architekten Carl Langhammer 1893/95 für den Industriellen Ludwig Urban (Brevillier-Urban) an der Pörtschacher Ost-Bucht. Stattliche Spätgründerzeitvilla, romantischer Historismus; Typ der herrschaftlichen Seevilla, der die Kulturlandschaft der großen Alpenseen um die Jahrhundert-Wende prägte. Durch Erker, Loggien, Türmchen, Risalite stark gegliederter Baukörper mit reich instrumentierten Fassaden und bemerkenswerte Zimmermannsarbeiten, seeseitiger Freitreppe und Ausstattung der Erbauungszeit. | BDA-Hist.: Q20196114 Status: Bescheid Stand der BDA-Liste: 2025-06-30 Name: Villa Miralago GstNr.: 964 Villa Miralago (Pörtschach am Wörthersee)                                                               |
| ja   | Datei hochladen | Boots- und Badehaus der Villa Miralago HERIS-ID: 16751 Objekt-ID: 13019                                 | Hauptstraße 129 Standort KG: Pörtschach am Wörthersee          | Zugleich mit der Villa Miralago errichtet als Teil der späthistoristischen Seevillenanlage. Eine der wenigen erhaltenen Beispiele eines neuen Bautyps, dessen Konstruktionen dem damals üblichen Standard gehobener Holzarchitektur entsprechen. Holz-Skelett-Konstruktion mit zum Teil ausgefachten Außenwänden und dekorativen Laubsägearbeiten, achtseitiger pavillonartiger Anbau. | BDA-Hist.: Q37828707 Status: Bescheid Stand der BDA-Liste: 2025-06-30 Name: Boots- und Badehaus der Villa Miralago GstNr.: 964 Villa Miralago (Pörtschach am Wörthersee)                                       |
| ja   | Datei hochladen | Villa Seehort, ehem. Seehotel Kainz (ursp. Villa Anton Urban) HERIS-ID: 16760 Objekt-ID: 13028seit 2019 | Hauptstraße 133 Standort KG: Pörtschach am Wörthersee          | Die Gründerzeitvilla mit Eckturm, Loggien, Veranden und aufwendigen Fassaden wurde um 1894 von Carl Langhammer errichtet. Türen, Fenster und Böden sind noch erhalten. | BDA-Hist.: Q105640677 Status: Bescheid Stand der BDA-Liste: 2025-06-30 Name: Villa Seehort, ehem. Seehotel Kainz (ursp. Villa Anton Urban) GstNr.: 961 Villa Seehort (Pörtschach am Wörthersee)                |
| ja   | Datei hochladen | Schloss Leonstain HERIS-ID: 16752 Objekt-ID: 13020                                                      | Hauptstraße 228 Standort KG: Pörtschach am Wörthersee          | Zweigeschoßiger, langgestreckter, aufgegliederter Bau, im Kern aus dem 16. Jahrhundert. Vermutlich ehemaliger Meierhof der Burg Leonstein. Erneuerungen des 19. und 20. Jahrhunderts dem Renaissancebau angepasst. Privatbesitz, derzeit Hotelbetrieb. Der fünf- bzw. sechsachsige Bau umschließt einen reizvollen kleinen Innenhof mit Brunnen und Renaissancelöwen. Im Obergeschoß umlaufender, auf Kragsteinen abgestützter Laubengang; ein Raum des Obergeschoßes mit profilierten Rahmenstukkaturen an Flachdecke, um 1598. Am West-Trakt überdachte Eckaltane mit Zwiebelhelm von 1937. Straßenseitiger Trakt mit dem Eingangstor, darüber Wappenfresko Leonstein und Bezeichnung 1598. Zubauten an der Ost-Seite modern; ihre Fassadengliederung mit Arkaden auf Renaissancesäulen von 1956 und 1972. Östlicher Vorbau mit Dachreiter von 1964 sowie ein stilistisch angepasster Zubau an der Nordost-Ecke von 1956. Im äußeren Hof Denkmal Johannes Brahms, in Erinnerung an den Aufenthalt des Komponisten. 1877/1878 errichtet, bezeichnet Berta Kuppelwieser, geborene Wittgenstein 1907. | BDA-Hist.: Q1328730 Status: Bescheid Stand der BDA-Liste: 2025-06-30 Name: Schloss Leonstein GstNr.: 1216 Schloss Leonstain                                                                                    |
| ja   | Datei hochladen | Hotel am See, Villa Seewarte HERIS-ID: 16761 Objekt-ID: 13029seit 2016                                  | Hauptstraße 241 Standort KG: Pörtschach am Wörthersee          | Die Villa mit polygonalem Turm und späthistoristischer Gliederung nach italienischen Vorbildern wurde 1893 von Josef Victor Fuchs für die Mutter von Arthur Lemisch, dem späteren Landeshauptmann von Kärnten, erbaut. | BDA-Hist.: Q37829625 Status: Bescheid Stand der BDA-Liste: 2025-06-30 Name: Hotel am See, Villa Seewarte GstNr.: 69/1 Villa Seewarte (Pörtschach am Wörthersee)                                                |
| ja   | Datei hochladen | Villa Seeblick mit Bootshaus und Palmenhaus HERIS-ID: 16762 Objekt-ID: 13030                            | Hauptstraße 243 Standort KG: Pörtschach am Wörthersee          | 1888 errichtet nach Plänen von Josef Victor Fuchs für Franziska Lemisch, Mitglied einer für die Kärntner Landesgeschichte bedeutenden Familie. Zweigeschoßiger Bau durch vielfältige asymmetrische architektonische Struktur gegliedert mit aufwändig instrumentierten Fassaden. Innenausstattung besonders ausgezeichnet durch Holzkassettendecken im Erdgeschoß sowie aufwändig gestaltete Stuckdecken. Gleichzeitig entstandenes Palmenhaus, eine halbkreisförmige kuppelartige Glas-Stahl-Konstruktion und Bootshaus mit Satteldach. Bemerkenswertes Beispiel einer von der deutschen Renaissance beeinflussten Villenanlage des romantischen Historismus. | BDA-Hist.: Q37829716 Status: Bescheid Stand der BDA-Liste: 2025-06-30 Name: Villa Seeblick mit Bootshaus und Palmenhaus GstNr.: 71, 72/4 Villa Seeblick (Pörtschach am Wörthersee)                             |
| ja   | Datei hochladen | Boots- und Badehaus der Villa Schnür HERIS-ID: 16750 Objekt-ID: 13018                                   | Hauptstraße 261 Standort KG: Pörtschach am Wörthersee          | „Villa Schnür“ von H. Kowatsch 1923. Boots- und Badehaus: zweigeschoßige Holzkonstruktion über Piloten mit dekorativer Laubsägearbeit; 1926 errichtet für Hans Schnür vor der Villa, an der Pörtschacher West-Bucht. Kleinarchitektur von malerischer Gesamtwirkung und dokumentarischem Wert für eine mit dem aufstrebenden Fremdenverkehr seit Jahrhundertwende entstandene private Badekultur. | BDA-Hist.: Q37828668 Status: Bescheid Stand der BDA-Liste: 2025-06-30 Name: Boots- und Badehaus der Villa Schnür GstNr.: 1070, 1003/1 Villa Schnuer (Pörtschach am Wörthersee)                                 |
| ja   | Datei hochladen | Villa Venezia HERIS-ID: 16763 Objekt-ID: 13031                                                          | Johannaweg 1 Standort KG: Pörtschach am Wörthersee             | Ende des 19. Jahrhunderts wahrscheinlich nach Plänen von Josef Victor Fuchs an der Pörtschacher Ost-Bucht errichtet vom Formenrepertoire der Renaissance geprägte Villa des romantischen Historismus. Zweigeschoßiger, durch Loggien, Terrassen, Giebel und einen Eckturm gegliederter Bau. Innere durch besonders bemerkenswertes dreiläufiges Treppenhaus erschlossen. Bestandteile der Ausstattung noch erhalten. | BDA-Hist.: Q37829818 Status: Bescheid Stand der BDA-Liste: 2025-06-30 Name: Villa Venezia GstNr.: 960/1 Villa Venezia (Pörtschach am Wörthersee)                                                               |
| ja   | Datei hochladen | Villa Wörth HERIS-ID: 16764 Objekt-ID: 13032                                                            | Johannaweg 5 Standort KG: Pörtschach am Wörthersee             | 1891 von Josef Victor Fuchs für sich an der Pörtschacher Ost-Bucht errichtete späthistoristische Villa. Heute Hotel-Pension. Dreigeschoßiger Bau über hohem Kellergeschoß, durch Risalite, einen Turm, Erkertürmchen, Loggien, Terrassen und Blendgiebel stark gegliedert. Breitgefächertes Repertoire der Fassadengestaltung des vom Geist der deutschen Renaissance geprägten romantischen Historismus. | BDA-Hist.: Q37829974 Status: Bescheid Stand der BDA-Liste: 2025-06-30 Name: Villa Wörth GstNr.: 968/1 Villa Wörth (Pörtschach am Wörthersee)                                                                   |
| ja   | Datei hochladen | Kath. Pfarrkirche hl. Johannes der Täufer HERIS-ID: 16748 Objekt-ID: 13016                              | Pörtschach Standort KG: Pörtschach am Wörthersee               | Ein Vorgängerbau wird urkundlich bereits 1328 erwähnt, jedoch wird eine noch ältere Taufkirche als Tochterkirche von Maria Wörth angenommen, die vermutlich an der Stelle der 1907 abgerissenen Wannekeusche stand. Seit 1785 selbständige Pfarre. 1787 Bau der heutigen Kirche, anstelle eines älteren Vorgängerbaues, Weihe 1794, 1891 Turmeinsturz, 1904–1906 Vergrößerung und Neufassadierung nach Plänen von Josef Victor Fuchs. Mittelgroßer Bau mit 5/8-Chorschluss, in Neorenaissanceformen, einzigartig in Kärnten, mit Pilastergliederung und von Archivolten eingefasste Fenster und Nischen mit Steinfiguren von Konrad Campidell; Fassadenturm mit großen rundbogigen Schallfenstern, Spitzgiebeln und Zwiebelhelm, Architekturpolychromie von 1904/06. | BDA-Hist.: Q37828585 Status: § 2a Stand der BDA-Liste: 2025-06-30 Name: Kath. Pfarrkirche hl. Johannes der Täufer GstNr.: 1/1 Pfarrkirche Pörtschach am Wörther See                                            |
| ja   | Datei hochladen | Burg Leonstein und Seeburg HERIS-ID: 16753 Objekt-ID: 13021                                             | Pörtschach Standort KG: Pörtschach am Wörthersee               | Urkundlich 1166 im Besitz der Leonstein, später Erolzheim und Peuscher; schon im 17. Jahrhundert Ruine. Hauptburg mit unregelmäßig verlaufendem, teilweise noch aus dem 12. Jahrhundert stammenden Bering um zwei Höfe gruppiert, auf länglichem Felsplateau nordwestlich von Pörtschach. Zugang von Norden, entlang der nördlichen Ringmauer. An Süd-Seite der Anlage, länglicher Felskopf mit viergeschoßigem spätromanischem Bergfried samt Wohnbau, der älteste Teil der Anlage. Im Ost-Hof, entlang der nördlichen Ringmauer spätgotische Verbauung (14./15. Jahrhundert) in Resten erhalten. Im West-Hof in Südost-Ecke Reste der ehemaligen Kapelle (15. Jahrhundert), an West-Seite Reste eines spätromanischen Ministerialenturmes, die Ost-Hälfte in den Bering eingebunden. Im Norden der Hauptburg vorgelagert weiträumiger, spätmittelalterlich-frühneuzeitlicher Wirtschaftshof. | BDA-Hist.: Q1015393 Status: § 2a Stand der BDA-Liste: 2025-06-30 Name: Burg Leonstein und Seeburg GstNr.: 118/3 Burgruine Leonstain                                                                            |
| ja   | Datei hochladen | Aussichtswarte Hohe Gloriette HERIS-ID: 16710 Objekt-ID: 12978                                          | nordöstlich Tannenweg 16 Standort KG: Pörtschach am Wörthersee | Die Aussichtswarte südlich der Burgruine Leonstain wurde Ende des 19. Jahrhunderts errichtet. | BDA-Hist.: Q37826556 Status: § 2a Stand der BDA-Liste: 2025-06-30 Name: Aussichtswarte Hohe Gloriette GstNr.: 118/3 Hohe Gloriette, Pörtschach am Wörther See                                                  |
| ja   | Datei hochladen | Werzerbad HERIS-ID: 16749 Objekt-ID: 13017                                                              | Werzer Promenade 8 Standort KG: Pörtschach am Wörthersee       | 1895 vermutlich nach Plänen von Josef Victor Fuchs als Teil der großen Hotel- und Restaurantanlage „Etablissement Werzer“ (heute „Werzer Astoria“) am West-Ufer der Pörtschacher Halbinsel errichtet. Die Badeanstalt ist eine Holzständerkonstruktion auf Holzpiloten, die Dächer mit Asbestzementplatten gedeckt. Haupttrakte mit Kabinen zweigeschoßig mit schmälerem Obergeschoß, Seitenflügel an Stirnseiten mit turmartigen, offenen Pavillons überhöht. Letzte noch erhaltene „klassische“ hölzerne Badeanlage der Jahrhundertwende. | BDA-Hist.: Q30415130 Status: Bescheid Stand der BDA-Liste: 2025-06-30 Name: Werzerbad GstNr.: 1215, 1003/3 Werzer-Bad, Pörtschach am Wörthersee                                                                |
| ja   | Datei hochladen | Villa Karrer HERIS-ID: 16766 Objekt-ID: 13034                                                           | Roseneckstraße 55 Standort KG: Sallach                         | 1926 nach Plänen von Franz Baumgartner am Nord-Ufer des Wörther Sees errichtete Seevilla. Über geschoßhohem Bruchsteinsockel mit zwei Spitzbogen-Bootseinfahrten ein mit Terrassendächern gedeckter, streng symmetrischer Bau, das Flair eines Mittelmeerhauses vermittelnd. Nördlich der Villa gelegene Pergola aus der Erbauungszeit. | BDA-Hist.: Q37830165 Status: Bescheid Stand der BDA-Liste: 2025-06-30 Name: Villa Karrer GstNr.: 901, 48/1 Villa Karrer (Pörtschach am Wörthersee)                                                             |
| ja   | Datei hochladen | Villa Wladimir Turković und Bootshaus, Hotel Villa Rainer HERIS-ID: 207488seit 2023                     | bei Werftenstraße 57 Standort KG: Sallach                      | | BDA-Hist.: Q119231303 Status: Bescheid Stand der BDA-Liste: 2025-06-30 Name: Villa Wladimir Turković und Bootshaus, Hotel Villa Rainer GstNr.: 744/4, 769/5 Villa Wladimir Turkovic (Pörtschach am Wörthersee) |
| ja   | Datei hochladen | Villa Luckmann und Bootshaus HERIS-ID: 16765seit 2023                                                   | Werftenstraße 67 Standort KG: Sallach                          | | BDA-Hist.: Q119231304 Status: Bescheid Stand der BDA-Liste: 2025-06-30 Name: Villa Luckmann und Bootshaus GstNr.: 745/5 Villa Luckmann (Pörtschach am Wörthersee)                                              |
| ja   | Datei hochladen | Villa Stefanie Turković und Bootshaus/Villa Eden HERIS-ID: 113873seit 2023                              | bei Werftenstraße 73 Standort KG: Sallach                      | | BDA-Hist.: Q119231305 Status: Bescheid Stand der BDA-Liste: 2025-06-30 Name: Villa Stefanie Turković und Bootshaus/Villa Eden GstNr.: 745/6, 769/2 Villa Stefanie Turkovic (Pörtschach am Wörthersee)          |
| ja   | Datei hochladen | Angerer-Schlössl HERIS-ID: 16767 Objekt-ID: 13035                                                       | Werftenstraße 101 Standort KG: Sallach                         | Das Angerer-Schlössl wurde 1893 bis 1895 für den Pörtschacher Großgrundbesitzer und Fabrikanten Carl Angerer nach Plänen des Wiener Architekten Alexander Graf, einem Ferstel-Schüler, in dominanter Lage auf einer Halbinsel („Angerer-Halbinsel“) errichtet. Zweigeschoßiger Bau über quadratischem Grundriss, starke Auflösung der einzelnen Fassaden durch Ecktürme, Giebel, Risalite, Erker, Loggien und Balkone. Repräsentatives Beispiel herrschaftlicher, von Tradition des Burgen- und Schlossbaues beeinflusster, späthistoristischer Seevilla. Anmerkung: Das Objekt ist von Land aus nicht einsehbar. | BDA-Hist.: Q37830179 Status: Bescheid Stand der BDA-Liste: 2025-06-30 Name: Angerer Schlössl GstNr.: 764/8 Angerer Schlössl                                                                                    |
| ja   | Datei hochladen | Kath. Filialkirche St. Oswald in Goritschach HERIS-ID: 16797 Objekt-ID: 13065                           | bei Goritschacherweg 36 Standort KG: Sallach                   | In isolierter Lage auf der Hügelkuppe erbaut. Ehemalige romanische Saalkirche mit quadratischem Chor und südseitigem Eingang, im frühen 15. Jahrhundert umgestaltet, mit barockem polygonalem Chor, breiter und höher als das Langhaus, östlicher Dachreiter mit Spitzdach. Westlich gemauerte, offene Vorhalle, darin gemauerte Kanzel mit ornamentalen Feldern, reliefierte Opferstocknische bezeichnet 1542, mit gemalter, auf die Nische weisender Hand. Gotisches West-Portal gekehlt mit Rundstäben, die Türschwelle bezeichnet 17.3 (1723?, Datum eines barocken Umbaues). | BDA-Hist.: Q37831058 Status: § 2a Stand der BDA-Liste: 2025-06-30 Name: Kath. Filialkirche St. Oswald in Goritschach GstNr.: 176 Filialkirche hl. Oswald, Pörtschach am Wörther See                            |